# Diritto al vestiario
(Articolo 25 della Dichiarazione universale dei diritti umani)
Il diritto al vestiario, ovvero il diritto di abbigliamento, è un diritto umano riconosciuto come tale in vari trattati internazionali sui diritti umani. Il diritto di abbigliamento, insieme con il diritto all'alimentazione e il diritto all'alloggio, sono espressione del generale diritto ad un adeguato standard di vita, così come riconosciuto ai sensi dell'articolo 11 della Convenzione internazionale sui diritti economici, sociali e culturali (ICESCR). Il diritto di abbigliamento è altresì riconosciuto ai sensi dell'articolo 25 della Dichiarazione universale dei diritti umani (UDHR).

## Beneficiari
Il diritto all'abbigliamento costituisce un aspetto fondamentale del diritto dell'uomo ad un adeguato standard di vita, e, come tale, è considerato come qualcosa che deve essere garantito in modo da impedire alle persone di vivere al di sotto della soglia di povertà. Infatti l'assenza di vestiti o l'essere mal vestiti è emblema di estrema povertà.
Un elenco non esaustivo dei beneficiari del diritto ad un abbigliamento minimo include persone a rischio della società che soffrono molto della mancanza di vestiti, come ad esempio:
- senzatetto e altre persone con un riparo inadeguato, bambini di strada;
- poveri;
- disoccupati, sotto-occupati e lavoratori poveri;
- pensionati e persone dipendenti dalla sicurezza sociale;
- persone ospitate in alloggi di emergenza (per esempio, centri antiviolenza), forniti da organismi governativi o di carattere privato (compreso l'alloggio di beneficenza);
- anziani ricoverati in case di cura, sia in alloggi di proprietà o affittati privatamente, o stato, commerciali o di beneficenza, ospedali e ospizi;
- persone affette da gravi malattie mentali o da disabilità intellettuali o fisiche (sia che vivano in casa autonomamente, con familiari o altri, sia in comunità/unità residenziali, case condivise, ospedali pubblici o privati e altre istituzioni);
- bambini e adolescenti, in particolare orfani e minorenni autori di reati e in affidamento, presso istituzioni statali o centri di detenzione;
- malati e feriti negli ospedali (o centri di riabilitazione), compresi quelli in trattamento per l'alcolismo e altre dipendenze legati alla droga;
- prigionieri, in attesa di giudizio o altro;
- lavoratori in industrie pericolose (ad esempio, chimiche e industrie minerarie), o che lavorano in condizioni generalmente oppressive (per esempio, in quelle che sfruttano la manodopera), la cui vita o la salute dipende da indumenti protettivi (compresi i lavoratori minorenni);
- persone indigene che vivono in condizioni impoverite;
- rifugiati, richiedenti asilo e migranti (soprattutto quelli che lavorano nel mercato nero come «clandestini»);
- vittime di disastri naturali, disordini civili, guerre civili e internazionali (tra cui prigionieri di guerra), persecuzioni genocidi e altre deportazioni traumatiche.

## Riconoscimento
La mancanza di discussione sul diritto di abbigliamento ha portato a incertezza nell'ambito del diritto e quale sia l'abbigliamento minimo richiesto: alcuni osservano che un livello minimo di abbigliamento è ciò che deve essere fornito; si tratta di un diritto di "non meno fondamentale importanza, perché a livelli minimi rappresenta una questione di sopravvivenza". Questo requisito di un "minimo" o "sufficiente" standard si riflette nei rapporti del Comitato delle Nazioni Unite sui diritti del fanciullo (CESCR) e in una relazione del Consorzio per i bambini di strada, nonché in una serie di osservazioni generali del Comitato sui diritti economici, sociali e culturali per quanto riguarda gli anziani, i disabili ed i lavoratori. Non vi è, tuttavia, alcuna indicazione su cosa comporti questo "minimo" o lo standard "adeguato": infatti, solo raramente il CESCR ha indagato uno stato firmatario del Patto internazionale sugli adempimenti rispetto al diritto di abbigliamento.
Da un punto di vista accademico, il diritto al vesiario è stato analizzato riguardo al tema dei rifugiati. Si è sostenuto che i rifugiati dovrebbero avere accesso ai vestiti adatti per il clima del territorio in cui si trovano e sufficienti per qualsiasi lavoro o altra attività che possano desiderare di intraprendere; inoltre, essi non dovrebbero essere costretti a indossare qualsiasi tipo di abbigliamento che portasse alla stigmatizzazione o discriminazione sociale come stranieri. D'altra parte, però, i rifugiati dovrebbero poter scegliere di indossare vestiti che siano rappresentativi della loro cultura, del paese d'origine o della società, in quanto essi sono protetti ai sensi dell'articolo 27 del Patto internazionale sui diritti civili e politici. Il Comitato sui diritti economici, sociali e culturali tendenzialmente ha applicato interpretazioni specifiche al singolo contesto su ciò che poteva definirsi uno "standard adeguato" di abbigliamento; finora, il diritto al vestiario in senso generale non è ancora stato considerato in un commento generale.
Il diritto di abbigliamento è stato riconosciuto a livello nazionale per millenni - almeno in parte - ma ha ricevuto molto poco riconoscimento sulla scena internazionale. Non è chiaro il motivo per cui vi è una mancanza di riconoscimento. Alcuni pensano che la mancanza di approfondimento a livello internazionale è dovuta alle grandi variazioni di esigenze culturali; tuttavia da altre parti, questa spiegazione è stata considerata "non plausibile" in quanto le diversità culturali, ambientali ed economiche riguardo a "bisogni e desideri" esistono certamente anche nei concetti di "alloggio" e "salute", non solo in relazione ai "capi di abbigliamento": questo però non ha impedito un'elaborazione dettagliata di tali diritti nel diritto internazionale.

## Interazione tra il diritto al vestiario ed altri diritti umani
Poiché riguarda un aspetto fondamentale dell'umanità, il diritto di abbigliamento interagisce naturalmente con altri diritti umani che sono contenute all'interno dei trattati sui diritti umani.

### Diritto alla vita
Ogni individuo ha il diritto fondamentale alla vita, come sancito dall'articolo 3 della Dichiarazione universale dei diritti umani. Tuttavia, se le persone non sono adeguatamente vestite, sono molto più esposte alle intemperie. Senza vestiti caldi, una persona può anche morire di ipotermia durante un inverno freddo; abbigliamento che è inopportunamente caldo, d'altra parte, potrebbe contribuire al colpo di calore, disidratazione ed esaurimento durante l'estate o in climi tropicali. Inoltre, abbigliamento inadeguato potrebbe aumentare l'esposizione ai raggi ultravioletti, aggravare le allergie e le malattie della pelle e peggiorare le condizioni mediche preesistenti.
Inoltre, l'accesso alle cure mediche, analogamente sancito ai sensi dell'articolo 25 della Dichiarazione e dell'articolo 12 del Patto internazionale, può essere ostacolato dall'assenza o inadeguatezza dei vestiti, soprattutto se l'accesso ai vestiti "terapeutici" o a calzature ortopediche non è disponibile o è economicamente proibitivo per l'interessato.

### Diritto alla libertà di espressione
Indossare abiti, o più precisamente scegliere quali vestiti da indossare, è per molte persone una parte importante di espressione, come confermato ai sensi dell'articolo 19 della Dichiarazione. Le persone con disabilità gravi possono essere vestite in modo inappropriato, negando loro espressione desiderata. Inoltre, l'essere costretti a indossare vestiti sporchi, strappati, male assemblati/cuciti o estremamente obsoleti può suscitare il senso di ridicolo e il disprezzo e infliggere vergogna. A tal proposito, però, è opportuno distinguere tra coloro che sono costretti a indossare tali vestiti e coloro che invece consapevolmente scelgono di indossare tali vestiti come una "dichiarazione di moda".

### Diritto alla libertà dalla discriminazione
I vestiti che le persone scelgono di indossare sono in grado di mostrare un gran numero di informazioni su di sé: affiliazioni religiose, etnia, identità nazionale o politica, cultura o interessi personali. Probabilmente, i vestiti che una persona povera indossa possono indicare la sua povertà: questo segno di povertà o condizione economica più povero può essere causa di discriminazione e di diffamazione. Inoltre, l'abbigliamento che è culturalmente distintivo o denota appartenenza religiosa potrebbe provocare discriminazione e portare ad una negazione di opportunità sociali, economiche o politiche.

### Diritto alla libertà da pene o trattamenti crudeli, inumani o degradanti
Esiste un grande potenziale di pericolo negli abusi di fiducia, nelle umiliazioni e in vari abusi fisici in ambienti medici ed istituzionali, soprattutto in relazione a donne, bambini, disabili ed anziani". Se ad una persona viene negato l'accesso ad un adeguato abbigliamento (si pensi ai vestiti particolarmente essenziali, come gi indumenti intimi), è possibile che essi possano essere resi vulnerabili a trattamenti crudeli, inumani o degradanti sotto la sfera di applicazione dell'articolo 5 della Dichiarazione. Tale rifiuto potrebbe includere la sottrazione di vestiti, e ciò è di particolare importanza nel contesto della detenzione e delle carceri. Esempi di tali abusi hanno contribuito a volte a peggiorare lo stato di sofferenza mentale, tra cui il disturbo da stress post-traumatico, derivanti ad esempio da costringere i prigionieri a denudarsi e a sfilare nudi davanti alle guardie (anche di genere diverso) oppure ad indossare biancheria intima femminile nel caso di detenuti maschi.